# Fondazione Alexander von Humboldt
La Fondazione Alexander von Humboldt (in tedesco: Alexander von Humboldt-Stiftung) è una fondazione no-profit istituita dal governo della Repubblica Federale di Germania nel 1953. Originariamente la società fu fondata a Berlino nel 1860, poco dopo la morte del naturalista Alexander von Humboldt, ma perse il suo capitale durante il periodo di iperinflazione del 1923. La fondazione fu ristabilita nel 1925 dalla Repubblica di Weimar, con l’intento di attrarre e dare supporto a studenti e accademici stranieri. Nel 1945 però, cessò di funzionare. La fondazione nella sua forma attuale fu stabilita nel 1953 dal governo di Konrad Adenauer, con il premio Nobel per la fisica Werner Heisenberg come primo presidente. Oggi la Fondazione Alexander von Humboldt promuove la collaborazione tra scienziati ed accademici tedeschi ed internazionali ed è finanziata dai ministeri tedeschi degli affari esteri, dell’economia e dell’istruzione e della ricerca, oltre che ad una serie di altri enti nazionali ed internazionali.
Ogni anno la fondazione assegna centinaia di premi e borse di ricerca a scienziati ed accademici stranieri che si occupano principalmente di scienze naturali, matematica e studi umanistici, e che vogliono trasferirsi in Germania per lavorare su un progetto da loro definito in cooperazione con istituti e gruppi di ricerca tedeschi. I premi e le borse dalla fondazione sono tra i più prestigiosi in Germania, la quale vanta un network di oltre 28.000 ex-borsisti in 140 paesi, tra cui più di 50 premi Nobel.